# 休伯特·帕里
第一代從男爵·查尔斯·休伯特·哈斯廷斯·帕里爵士（英語：Sir Charles Hubert Hastings Parry，1848年2月27日—1918年10月7日），英国作曲家，音乐教育家，音乐学家。

## 生平
帕里的父亲是一位富裕的画家。他被送进伊顿公学学习，后来又到劳合社经商，但一直业余学习音乐。后来他受教于贝内特，并希望向勃拉姆斯学习，因故未果。1880年他发表了第一部作品，并很快成名，于1883年出任新成立的皇家音乐学院教授，1898年受封骑士，1902年升为从男爵。帕里一生为英国音乐的复兴作了重大的贡献，许多著名的英国作曲家都是他的学生。

## 成就
帕里的作品很多，在器乐音乐方面，他主要受勃拉姆斯的影响，特别体现在他的五部交响曲当中。他同时亦崇拜巴赫，在创作时常使用对位化的织体。帕里的合唱音乐发扬了英国合唱音乐的光荣传统，特别是他的讚歌《耶路撒冷》（歌詞取自威廉·布莱克詩篇《米爾頓》的自序）在英国妇孺皆知，被誉为第二国歌。帕里也是一位出色的音乐学家，他曾为首版格罗夫音乐与音乐家辞典撰写了100多个条目，另外还著有几部有影响的学术论著。